# Bojiště (powiat Havlíčkův Brod)
Bojiště – wieś i gmina w Czechach, w powiecie Havlíčkův Brod, w kraju Wysoczyna.
1 stycznia 2017 gminę zamieszkiwało 269 osób, a ich średni wiek wynosił 40,8 roku.